# Francisco Fonseca
José Francisco Fonseca Guzmán (León, México; 2 de octubre de 1979), más conocido como «Kikín Fonseca», es un exfutbolista mexicano que se desempeñaba en la posición de delantero, actualmente es analista deportivo de TUDN en México.

## Trayectoria
La Piedad
Francisco Fonseca hizo su debut en la Primera División con los Reboceros de La Piedad bajo la dirección técnica de Alberto Guerra el 22 de julio del 2001 en un partido frente al Club Deportivo Guadalajara, que terminó 1-1 en el Estadio Jalisco en la temporada de Invierno 2001. Con este equipo, Francisco Fonseca disputó 28 partidos y no marcó goles, luego fue transferido a Pumas UNAM.
Pumas de la UNAM
Después de dos temporadas con Reboceros de la Piedad, en el que jugó principalmente como sustituto, Fonseca fue fichado por los Pumas UNAM. Tras su impresionante demostración en el Apertura 2003 y el Clausura 2003, Fonseca consolidó su lugar en los Pumas en el Torneo Clausura 2004, en el que ayudó a Pumas UNAM a conseguir un campeonato.
Después de ayudar a Pumas a conseguir un segundo título en el Torneo Apertura 2004, fue transferido al Cruz Azul, después de haber registrado 24 goles en 81 partidos con los Pumas.
Cruz Azul
A principios del año 2005, Fonseca se trasladó al Club Deportivo Cruz Azul en una de las mayores transferencias en la historia de la Liga Mexicana. En Cruz Azul, fue también un actor importante, jugó 48 partidos y marcó 25 goles, ayudando a Cruz Azul a llegar a las semifinales de la liguilla en el Torneo Clausura 2005.
Benfica
Después de la Copa del Mundo, el 27 de julio de 2006, Fonseca firmó un contrato de cuatro años con el equipo portugués SL Benfica, pero solo estuvo en el equipo durante una temporada, marcando 3 goles con el equipo. A pesar de jugar sólo 8 partidos de Liga y anotar 1 gol también jugó en 3 partidos de copa anotando 2 goles en Portugal, a los aficionados del SL Benfica les gustó la actitud de Francisco Fonseca y su personalidad carismática. Su primer gol con el SL Benfica fue el 21 de diciembre de 2006, cuando cabeceó un pase de Nuno Gomes contra Belenenses. Fonseca marcó otros dos goles en un partido de la cuarta jornada de la Taça de Portugal entre Oliveira do Bairro SC y el SL Benfica que terminó 5-0 a favor del SL Benfica.
Tigres de la UANL
A principios del 2007 se oficializó el regreso de Fonseca al balompié mexicano. Después de media temporada con el SL Benfica, Fonseca fue fichado por Tigres de la UANL como refuerzo de cara al Torneo Clausura 2007. El costo del traspaso a los Tigres se estimó en un aproximado de 6 millones de dólares. Con Tigres, Fonseca disputó 109 partidos y marcó solamente 15 goles, teniendo una trayectoria pobre y bastante criticada con este equipo del cual finalmente se anunció su salida en el 2011, para trasladarse al Club de Fútbol Atlante.
Atlante
Después de haber estado 4 años con Tigres de la UANL, se oficializó que Francisco Fonseca sería el nuevo refuerzo del Club de Fútbol Atlante para el torneo Apertura 2011. El aspecto deportivo fue la prioridad que vio Fonseca para irse al Atlante ya que estaba dejando de tener participación con Tigres, según dijo el presidente ejecutivo del Club de Fútbol Atlante, José Antonio García, quien explicó que el delantero le pidió al técnico, Miguel Herrera llevarlo al equipo azulgrana. Fonseca jugó 74 partidos y marcó 11 goles con la playera del Club de Fútbol Atlante.
Santos de Guápiles
Para el Clausura 2014 fue puesto transferible por su club y el 4 de enero de 2014 se confirmó su traspaso al Santos de Guapiles  de la Primera División de Costa Rica junto a su compatriota Antonio Salazar. Sin embargo, el 14 de julio el equipo anunció que el entrenador Enrique Maximiliano Meza no contaría con Fonseca para el Torneo de Invierno. Al no encontrar equipo, anunció su retiro del fútbol.

### Clubes
| Club                 | País          | Año           | Partidos | Goles | Media |
| -------------------- | ------------- | ------------- | -------- | ----- | ----- |
| Unión de Curtidores  | México        | 1999          | 13       | 4     | 0.31  |
| Atlético Yucatán     | México        | 1999          | 26       | 8     | 0.31  |
| C.F. La Piedad       | México        | 2000 - 2002   | 58       | 7     | 0.12  |
| Pumas U.N.A.M.       | México        | 2002 - 2004   | 92       | 30    | 0.33  |
| Cruz Azul F.C.       | México        | 2005 - 2006   | 51       | 26    | 0.51  |
| S. L. Benfica        | Portugal      | 2006          | 15       | 5     | 0.33  |
| C.F. Tigres U.A.N.L. | México        | 2007 - 2011   | 116      | 16    | 0.14  |
| Atlante F.C.         | México        | 2011 - 2013   | 92       | 14    | 0.15  |
| Santos de Guápiles   | Costa Rica    | 2014 - 2015   | 6        | 0     | 0     |
| Total carrera        | Total carrera | Total carrera | 474      | 112   | 0.24  |

## Estadísticas

### Clubes
| Unión de Curtidores · México |               |               |     |    |    |   |    |     |     |      |      |
| 2ª | 1998-99       | 13            | 4   | -  | -  | - | -  | 13  | 4   | 0.31 |      |
| Total club | Total club    | 13            | 4   | -  | -  | - | -  | 13  | 4   | 0.31 |      |
| Atlético Yucatán · México |               |               |     |    |    |   |    |     |     |      |      |
| 2ª | 1999-00       | 26            | 8   | -  | -  | - | -  | 26  | 8   | 0.31 |      |
| Total club | Total club    | 26            | 8   | -  | -  | - | -  | 26  | 8   | 0.31 |      |
| Reboceros de La Piedad · México |               |               |     |    |    |   |    |     |     |      |      |
| 2ª | 2000-01       | 30            | 7   | -  | -  | - | -  | 30  | 7   | 0.23 |      |
| 1.ª | 2001-02       | 28            | 0   | -  | -  | - | -  | 28  | 0   | 0    |      |
| Total club | Total club    | 58            | 7   | -  | -  | - | -  | 58  | 7   | 0.12 |      |
| C. Universidad Nacional · México |               |               |     |    |    |   |    |     |     |      |      |
| 1.ª | 2002-03       | 20            | 6   | 0  | 0  | 9 | 3  | 29  | 9   | 0.31 |      |
| 1.ª | 2003-04       | 42            | 17  | 2  | 3  | - | -  | 44  | 20  | 0.45 |      |
| 1.ª | 2004-05       | 19            | 3   | -  | -  | - | -  | 19  | 3   | 0.16 |      |
| Total club | Total club    | 81            | 26  | 2  | 3  | 9 | 3  | 92  | 32  | 0.35 |      |
| C. D. Cruz Azul · México |               |               |     |    |    |   |    |     |     |      |      |
| 1.ª | 2004-05       | 18            | 10  | -  | -  | - | -  | 18  | 10  | 0.56 |      |
| 1.ª | 2005-06       | 30            | 15  | 3  | 1  | - | -  | 33  | 16  | 0.48 |      |
| Total club | Total club    | 48            | 25  | 3  | 1  | - | -  | 51  | 26  | 0.51 |      |
| S. L. Benfica Portugal |               |               |     |    |    |   |    |     |     |      |      |
| 1.ª | 2006-07       | 12            | 3   | 3  | 2  | 4 | 0  | 15  | 5   | 0.33 |      |
| Total club | Total club    | 12            | 3   | 3  | 2  | 4 | 0  | 15  | 5   | 0.33 |      |
| Tigres de la UANL · México |               |               |     |    |    |   |    |     |     |      |      |
| 1.ª | 2006-07       | 17            | 7   | -  | -  | - | -  | 17  | 7   | 0.41 |      |
| 1.ª | 2007-08       | 29            | 1   | -  | -  | - | -  | 29  | 1   | 0.03 |      |
| 1.ª | 2008-09       | 31            | 3   | 2  | 0  | - | -  | 33  | 3   | 0.09 |      |
| 1.ª | 2009-10       | 27            | 4   | 3  | 0  | 2 | 1  | 32  | 5   | 0.16 |      |
| 1.ª | 2010-11       | 5             | 0   | -  | -  | - | -  | 5   | 0   | 0    |      |
| Total club | Total club    | 109           | 15  | 6  | 0  | 2 | 1  | 116 | 16  | 0.14 |      |
| Atlante F. C. · México |               |               |     |    |    |   |    |     |     |      |      |
| 1.ª | 2010-11       | 14            | 5   | -  | -  | - | -  | 14  | 5   | 0.36 |      |
| 1.ª | 2011-12       | 29            | 4   | -  | -  | - | -  | 29  | 4   | 0.14 |      |
| 1.ª | 2012-13       | 31            | 2   | 6  | 2  | - | -  | 37  | 4   | 0.11 |      |
| 1.ª | 2013-14       | 7             | 0   | 5  | 1  | - | -  | 12  | 1   | 0.08 |      |
| Total club | Total club    | 81            | 11  | 11 | 3  | - | -  | 92  | 14  | 0.15 |      |
| Santos de Guápiles · Costa Rica |               |               |     |    |    |   |    |     |     |      |      |
| 1.ª | 2013-14       | 5             | 0   | -  | -  | - | -  | 5   | 0   | 0    |      |
| 1.ª | 2014-15       | 1             | 0   | -  | -  | - | -  | 1   | 0   | 0    |      |
| Total club | Total club    | 6             | 0   | -  | -  | - | -  | 6   | 0   | 0    |      |
| Total carrera | Total carrera | Total carrera | 434 | 99 | 25 | 9 | 15 | 4   | 474 | 112  | 0.24 |
| (1)Incluye datos de la Copa México, Pre Pre Libertadores (2002), Campeón de Campeones (2003-04), InterLiga (2006, 2009 y 2010) y Copa de Portugal. (2)Incluye datos de la Pre-Libertadores (2003), Copa Libertadores (2003), UEFA Champions League (2006-07.) y SuperLiga (2009). |               |               |     |    |    |   |    |     |     |      |      |

## Selección nacional
Participó en la selección nacional de México, en la era que dirigió el argentino Ricardo La Volpe quien lo convocó para los partidos de Clasificación al Mundial. En el 2005 fue parte de la selección que fue a Alemania para jugar la Copa FIFA Confederaciones 2005.
Participó en la Copa Mundial de la FIFA 2006 participando en 4 encuentros y anotó un gol en contra de la selección de fútbol de Portugal.
Francisco Fonseca, fue nombrado en la lista de los convocados para disputar la Copa de Oro de la Concacaf 2007, realizada en Estados Unidos, torneo en el que la selección de fútbol de México terminó en segundo lugar, perdiendo la final ante la selección de fútbol de Estados Unidos.
Francisco Fonseca, jugó su último partido con la selección de fútbol de México después de haber recibido un llamado a la selección nacional de parte del entrenador sueco Sven-Göran Eriksson para disputar un amistoso internacional el 12 de noviembre de 2008 frente a la selección de fútbol de Ecuador.

### Participaciones en fases finales
| Competición                    | Categoría | Sede           | Resultado        | Partidos | Goles |
| ------------------------------ | --------- | -------------- | ---------------- | -------- | ----- |
| Copa FIFA Confederaciones 2005 | Absoluta  | Alemania       | Cuarto lugar     | 4        | 2     |
| Copa Mundial FIFA 2006         | Absoluta  | Alemania       | Octavos de final | 4        | 1     |
| Copa Oro CONCACAF 2007         | Absoluta  | Estados Unidos | Subcampeón       | 3        | 0     |
| Total                          | –         | –              | –                | 11       | 3     |

### Goles internacionales
| #   | Fecha                   | Sede                                                 | Oponente                        | Marcador | Resultado    | Competición                              |
| --- | ----------------------- | ---------------------------------------------------- | ------------------------------- | -------- | ------------ | ---------------------------------------- |
| 1.  | 27 de octubre de 2004   | Giants Stadium, East Rutherford, Estados Unidos      | Ecuador                         | 1–0      | 2–1          | Amistoso                                 |
| 2.  | 27 de octubre de 2004   | Giants Stadium, East Rutherford, Estados Unidos      | Ecuador                         | 2–0      | 2–1          | Amistoso                                 |
| 3.  | 13 de noviembre de 2004 | Orange Bowl, Miami, Estados Unidos                   | San Cristóbal y Nieves          | 2–0      | 5–0          | Clasificación para la Copa Mundial 2006  |
| 4.  | 13 de noviembre de 2004 | Orange Bowl, Miami, Estados Unidos                   | San Cristóbal y Nieves          | 4–0      | 5–0          | Clasificación para la Copa Mundial 2006. |
| 5.  | 17 de noviembre de 2004 | Estadio Tecnológico, Monterrey, México               | San Cristóbal y Nieves          | 3–0      | 8–0          | Clasificación para la Copa Mundial 2006  |
| 6.  | 17 de noviembre de 2004 | Estadio Tecnológico, Monterrey, México               | San Cristóbal y Nieves          | 6–0      | 8–0          | Clasificación para la Copa Mundial 2006  |
| 7.  | 23 de febrero de 2005   | Estadio Carlos González y González, Culiacán, México | Colombia                        | 1–0      | 1–1          | Amistoso                                 |
| 8.  | 16 de junio de 2005     | AWD-Arena, Hanover, Alemania                         | Japón                           | 2–1      | 2–1          | Copa FIFA Confederaciones 2005           |
| 9.  | 29 de junio de 2005     | Zentralstadion, Leipzig, Alemania                    | Alemania                        | 1–1      | 3–4 (a.e.t.) | Copa FIFA Confederaciones 2005           |
| 10. | 17 de agosto de 2005    | Estadio Azteca, Ciudad de México, México             | Costa Rica                      | 2–0      | 2–0          | Clasificación para la Copa Mundial 2006  |
| 11. | 7 de septiembre de 2005 | Estadio Azteca, Ciudad de México, México             | Panamá                          | 4–0      | 5–0          | Clasificación para la Copa Mundial 2006  |
| 12. | 8 de octubre de 2005    | Estadio Alfonso Lastras, San Luis Potosí, México     | Guatemala                       | 2–1      | 5–2          | Clasificación para la Copa Mundial 2006  |
| 13. | 8 de octubre de 2005    | Estadio Alfonso Lastras, San Luis Potosí, México     | Guatemala                       | 3–1      | 5–2          | Clasificación para la Copa Mundial 2006  |
| 14. | 8 de octubre de 2005    | Estadio Alfonso Lastras, San Luis Potosí, México     | Guatemala                       | 4–2      | 5–2          | Clasificación para la Copa Mundial 2006  |
| 15. | 8 de octubre de 2005    | Estadio Alfonso Lastras, San Luis Potosí, México     | Guatemala                       | 5–2      | 5–2          | Clasificación para la Copa Mundial 2006  |
| 16. | 14 de diciembre de 2005 | Chase Field, Phoenix, Estados Unidos                 | Hungría                         | 1–0      | 2–0          | Amistoso                                 |
| 17. | 25 de enero de 2006     | Monster Park, San Francisco, Estados Unidos          | Noruega                         | 1–1      | 2–1          | Amistoso                                 |
| 18. | 12 de mayo de 2006      | Estadio Azteca, Ciudad de México, México             | República Democrática del Congo | 1–0      | 2–1          | Amistoso                                 |
| 19. | 12 de mayo de 2006      | Estadio Azteca, Ciudad de México, México             | República Democrática del Congo | 2–0      | 2–1          | Amistoso                                 |
| 20. | 21 de junio de 2006     | Veltins-Arena, Gelsenkirchen, Alemania               | Portugal                        | 1–2      | 1–2          | Copa Mundial de la FIFA 2006             |
| 21. | 2 de junio de 2007      | Estadio Alfonso Lastras, San Luis Potosí, México     | Irán                            | 3–0      | 4–0          | Amistoso                                 |

## Palmarés

### Campeonatos nacionales
| Título                     | Club                | País           | Año  |
| -------------------------- | ------------------- | -------------- | ---- |
| Liga de Ascenso de México  | Unión de Curtidores | México         | 1999 |
| Campeón de Ascenso         | Unión de Curtidores | México         | 1999 |
| Liga de Ascenso de México  | C.F. La Piedad      | México         | 2001 |
| Campeón de Ascenso         | C.F. La Piedad      | México         | 2001 |
| Pre Pre Libertadores       | U.N.A.M.            | Estados Unidos | 2002 |
| Primera División de México | U.N.A.M.            | México         | 2004 |
| Primera División de México | U.N.A.M.            | México         | 2004 |
| Campeón de Campeones       | U.N.A.M.            | México         | 2004 |

### Campeonatos internacionales
| Título                   | Club                 | País               | Año  |
| ------------------------ | -------------------- | ------------------ | ---- |
| Pre Libertadores         | U.N.A.M.             | México y Venezuela | 2003 |
| SuperLiga Norteamericana | C.F. Tigres U.A.N.L. | Estados Unidos     | 2009 |

Otro logros
- Subcampeón de la Copa Oro CONCACAF 2007 con la Selección mexicana.
- Subcampeón de la Copa México Clausura 2013 con el Atlante.